# Jake Weber

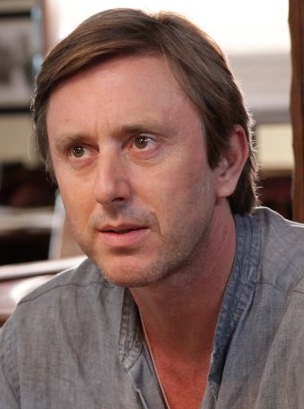
Jake Weber

Jake Weber (* 12. März 1963 in London) ist ein britischer Schauspieler.
Weber gelang der Durchbruch als Schauspieler in den USA mit dem John-Grisham-Thriller Die Akte (1993) an der Seite von Julia Roberts und Denzel Washington. In Deutschland wurde Weber bekannt als der Ehemann von Allison DuBois in der Mystery-Serie Medium – Nichts bleibt verborgen mit Patricia Arquette. Außerdem hatte er Rollen in Rendezvous mit Joe Black (1998) neben Anthony Hopkins und Brad Pitt und in dem Horrorfilm-Remake Dawn of the Dead (2004).

## Filmografie (Auswahl)
- 1992: Sanfte Augen lügen nicht (A Stranger Among Us)
- 1993: Die Akte (The Pelican Brief)
- 1995–1996: American Gothic – Prinz der Finsternis (American Gothic, Fernsehserie, 22 Folgen)
- 1998: Rendezvous mit Joe Black (Meet Joe Black)
- 1999: Turbulenzen – und andere Katastrophen (Pushing Tin)
- 2000: The Cell
- 2000: U-571
- 2001: Criminal Intent – Verbrechen im Visier (Law & Order: Criminal Intent, Fernsehserie, Folge 1x01)
- 2004: Haven
- 2004: Dawn of the Dead
- 2005: Love Thy Neighbor
- 2005–2011: Medium – Nichts bleibt verborgen (Medium, Fernsehserie, 130 Folgen)
- 2008: Molly Hartley – Die Tochter des Satans (The Haunting of Molly Hartley)
- 2012: Chained
- 2012: Royal Pains (Fernsehserie, Folge 3x14)
- 2012: Dr. House (House, Fernsehserie, Folge 8x13)
- 2013: Elementary (Fernsehserie, Folge 1x11)
- 2013: White House Down
- 2014: The Following (Fernsehserie, 3 Folgen)
- 2014: Learning to Drive – Fahrstunden fürs Leben (Learning to Drive)
- 2014: Hell on Wheels (Fernsehserie, 12 Folgen)
- 2015: Tyrant (Fernsehserie, 8 Folgen)
- 2016: The Blacklist (Fernsehserie, Folge 3x11)
- 2016: Easy (Fernsehserie, Folge 1x07)
- 2017–2018: Homeland (Fernsehserie, 11 Folgen)
- 2018–2019: Tote Mädchen lügen nicht (13 Reasons Why, Fernsehserie, 7 Folgen)
- 2018: Head Full of Honey
- 2019: Midway – Für die Freiheit (Midway)
- 2020: The Beach House
- 2020–2021: Star Trek: Discovery (Fernsehserie, 3 Folgen)
- 2021: They Want Me Dead (Those Who Wish Me Dead)
- 2021: What Josiah Saw
- 2024: Blue Bloods – Crime Scene New York (Blue Bloods, Fernsehserie, Folge 14x12)